# Коем
Коем (фр. Coësmes) насеље је и општина у северозападној Француској у региону Бретања, у департману Ил и Вилен која припада префектури Рен.
По подацима из 2011. године у општини је живело 1415 становника, а густина насељености је износила 60,89 становника/km². Општина се простире на површини од 23,24 km². Налази се на средњој надморској висини од 76 метара (максималној 107 m, а минималној 47 m).

## Демографија
| 1962. | 1968. | 1975. | 1982. | 1990. | 1999. | 2011. |
| ----- | ----- | ----- | ----- | ----- | ----- | ----- |
| 1.131 | 1.191 | 1.087 | 1.035 | 1.078 | 1.073 | 1.415 |

График промене броја становника у току последњих година